# Melissa Lucashenko
Œuvres principales
Celle qui parle au corbeaux
Melissa Lucashenko est une écrivaine australienne née en 1967. Elle revendique son ascendance maternelle aborigène Bundjalung. Reconnue de longue date comme l’une des grandes voix de la littérature nationale actuelle en Australie, elle n’a été traduite en français pour la première fois qu’en 2023 avec Celle qui parle au corbeaux (titre original Too Much Lip).
Elle a également écrit des romans pour adolescents.
En 2013, aux Walkley Awards, elle remporte le « Feature Writing Long Award (plus de 4000 mots) » pour son article Sinking Below Sight: Down and Out in Brisbane and Logan. En 2019, elle remporte le prix Miles Franklin pour Too Much Lip.

## Jeunesse et études
Melissa Lucashenko est née en 1967 à Brisbane, en Australie, issue d’une culture à la fois aborigène Bundjalung et européenne. Elle est diplômée de l'Université Griffith en 1990 à Brisbane, avec un baccalauréat spécialisé en politique publique,.
En 1992, elle est membre fondatrice de Sisters Inside, une organisation qui soutient les femmes en prison,.

## Carrière d'écrivaine
Melissa Lucashenko déclare que lorsqu'elle a véritablement commencé à écrire, « il y avait encore un manque flagrant dans la littérature australienne », sans véritable voix aborigène de premier plan et avec seulement l'University of Queensland Press et quelques autres petits médias publiant le travail d'écrivains aborigènes. Lorsqu'on lui demande si elle se considère principalement comme une écrivaine ou comme une écrivaine autochtone, elle écrit que la question se heurte à des difficultés sémantiques, car le mot signifie différentes choses selon les personnes.
Sa première publication est le roman Steam Pigs en 1997, qui remporte le Dobbie Literary Award pour la fiction féminine australienne. Il est également nommé sur la liste restreinte pour le NSW Premier's Award et le Commonwealth Writers' Prize régional.
En 1998, elle publie le roman Killing Darcy, qui remporte le Talking Book Award de la Royal Blind Society pour les jeunes lecteurs, également appelé prix Aurora,. Il est également été finaliste pour le prix Aurealis 1998 du meilleur roman pour jeunes adultes et nommé sur la longue liste du James Tiptree Jr Memorial Award 1998,.
En 1999, son troisième roman, Hard Yards, est finaliste aux NSW Premier's Literary Awards 1999 et au Courier-Mail Book of the Year 2001. En 2002, son quatrième roman Too Flash, pour jeunes adultes, est publié.
Son cinquième roman, Mullumbimby, remporte le prestigieux Deloitte Fiction Book Award en 2013 et le Victorian Premier's Literary Award for Indigenous Writing en 2014, en plus d'être nommé pour plusieurs autres prix. En 2015, il est sélectionné pour le Prix littéraire international de Dublin.
Melissa Lucashenko est également une essayiste accomplie, remportant le Walkley Award 2013 « Long métrage d'écriture (plus de 4 000 mots) » pour Sinking Below Sight: Down and Out in Brisbane and Logan. Parlant de cet essai, elle déclare qu'elle est en partie informée par ses études en politiques publiques : « ... une chose que j'essayais de faire ressortir dans cet article était le mélange étrange de facteurs structurels et simplement de pure chance, bons et mauvais, qui constitue la vie des gens. Toutes ces femmes sont pauvres à cause de la violence et de la pauvreté intergénérationnelle, et ces choses peuvent être attaquées politiquement et devraient l'être ».
En septembre 2015, en collaboration avec la Poets House de New York, un enregistrement de six membres du First Nations Australia Writers Network lisant leur travail est présenté lors d'un événement spécial. Les lecteurs sont Melissa Lucashenko, Jeanine Leane, Dub Leffler, Bruce Pascoe, Jared Thomas et Ellen van Neerven.
Melissa Lucaschenko reçoit la bourse d'auteur de la Copyright Agency en 2016 pour se concentrer sur son nouveau roman, publié sous le titre Too Much Lip en 2018. Début 2019, le roman est sélectionné pour le prix Stella,,. Les jurés l'ont qualifié de « ... un portrait intrépide, brûlant et sans fard d'un traumatisme générationnel agrémenté d'un humour acerbe ». Le roman a remporté le Miles Franklin Award 2019. En mai 2019, Cenozoic Pictures a choisi Too Much Lip pour une adaptation à l'écran, avec Melissa Lucashenko comme co-scénariste et co-créateur aux côtés de Veronica Gleeson de Cenozoic.

## Vie personnelle
En mars 2014, The Moth Radio Hour diffuse un enregistrement de Melissa Lucaschenko racontant son retour avec son mari et sa fille sur les terres aborigènes de la Nouvelle-Galles du Sud, où son arrière-grand-mère a grandi, son divorce d'avec son mari, et la maladie mentale de sa fille.

## Nominations et récompenses
- Prix Aurealis du meilleur roman pour jeunes adultes
  - 1999 : Liste restreinte : Tuer Darcy [23]
- Royal Blind Society [note 1]
  - 1998 : Gagnant : Tuer Darcy
- Prix de l'industrie australienne du livre
  - 2019 : Liste longue :  Too Much Lip[24]
- Prix des écrivains du Commonwealth
  - 1997 : Nomination : Steam’Pigs
- Livre de messagerie-courrier de l'année
  - 2001 : Nomination : Hard yards[25]
- Prix littéraire Dobbie
  - 1998 : Gagnant : Steam Pigs[25]
- Prix du livre indépendant
  - 2024 : Liste restreinte : Edenglassie[26]
- Prix littéraire international de Dublin
  - 2015 : Liste longue : Mullumbimby[27]
  - 2020 : Liste longue : Too Much Lip[28]
- Prix James Tiptree Jr
  - 1998 : Liste longue : Kliing Darcy[29]
- Prix Miles-Franklin
  - 2014 : Liste longue : Mullumbimby[27]
  - 2019 : Gagnant : Too Much Lip[30]
- Prix littéraire Nita B Kibble
  - 2014 : Liste restreinte : Mullumbimby [31]
- Prix littéraires du premier ministre de la Nouvelle-Galles du Sud
  - 1997 : Liste restreinte Steam Pigs[25]
  - 1999 : Liste restreinte : Hard Yards[25]
  - 2019 : Liste restreinte : Too Much Lip[32]
- Prix littéraires du Queensland : Prix du livre de fiction Deloitte
  - 2013 : Gagnant : Mullumbimby[27]
- Prix littéraires du Queensland : Prix du premier ministre du Queensland pour une œuvre d'importance nationale
  - 2019 : Lauréat : Too Much Lip[33]
- Prix littéraires du Queensland : Prix du livre de fiction de l'Université du Queensland
  - 2019 : Liste restreinte : Too Much Lip[33]
- Prix Stella
  - 2014 : Liste longue : Mullumbimby[27]
  - 2019 : Liste restreinte : Too Much Lip[34]
  - 2024 : Liste longue : Edenglassie[35]
- Prix du premier ministre victorien pour la fiction
  - 2024 : Gagnant : Edenglassie[36]
- Prix littéraire du premier ministre de Victoria pour l'écriture autochtone
  - 2014 : Gagnant : Mullumbimby[37]
  - 2019 : Liste restreinte : Too Much Lip[38]
- Prix Walkley : long métrage de rédaction (plus de 4& 000 mots)
  - 2013 : Gagnant : « Sinking Below Sight » dans Griffith Review, édition 41[39]

### Romans
- Steam Pigs, University of Queensland Press (1997) (ISBN 978-0-70-222935-0)
- Killing Darcy, University of Queensland Press (1998) (ISBN 978-0-70-223041-7) (roman YA)
- Hard Yards, Presse de l'Université du Queensland (1999) (ISBN 978-0-70-223080-6)
- Too Flash, IAD Press (2002) (ISBN 978-1-86-465048-8) (roman YA)
- Uptown Girl, Presses de l'Université du Queensland (2002) (ISBN 978-0-70-223334-0)
- Mullumbimby, Presses de l'Université du Queensland (2013) (ISBN 978-0-70-223919-9)
- Too Much Lip (Celle qui parle aux corbeaux), University of Queensland Press (2018) (ISBN 978-0-70-225996-8)
- Edenglassie, Presses de l'Université du Queensland (2023) (ISBN 978-0-70-226612-6)

### Essais
- « Blancheur » ou « Je ne suis pas raciste, mais… » (non daté) [40]
- "Qui a laissé les chiens sortir?" (non daté) [41]
- "Pas tout à fait blanc dans la tête" dans Griffith Review édition 2 (2004) [42]
- « Nos corps » dans Making Perfect Bodies, Griffith Review, édition 4 (2005) [43]
- "Globalisation, Kimberley style" dans Griffith Review, édition 6 (2005) [44]
- « À quel point ma vallée est-elle verte ? » dans Griffith Review, édition 12 (2007) [45]
- "Sur la même page, n'est-ce pas ?" dans Griffith Review, édition 26 (2009) [46]
- « La majorité silencieuse » dans Stories for Today, édition 26 (2009) [47]
- "Sinking Below Sight" dans Griffith Review, édition 41 (2013) (lauréat d'un prix Walkley 2013 et du prix George Munster 2014 pour le journalisme indépendant) [48]
- "Note de bas de page de l'histoire, ou un incident Wolvi", pp. 63–69, dans : Destroying the Joint: Why women have to change the world, édité par Jane Caro, (UQP, 2013) [49]

#### Liste de tous les essais dans Griffith Review
- (en) « Melissa Lucashenko », Griffith Review